# 李佳芯
李佳芯（英語：Ali Lee Kai Sum，1982年11月27日—），原名李嘉馨，香港女演員、主持及模特兒，曾為香港有線電視藝員、無綫電視經理人合約藝員，無綫當家花旦之一。她於《萬千星輝頒獎典禮》獲頒「飛躍進步女藝員」（2016年）、「最佳女主角」（2018年）及「最受歡迎電視女角色」（2021年）。2021年，她亦於電視評論人方以文主辦的第六屆《觀眾在民間電視大奬》奪得「民選最佳女主角」，成為民選視。

## 背景
李佳芯原名李嘉馨，籍貫廣東南海，出生於基層家庭，有兩名胞兄，自小與家人居住於柴灣公屋興民邨，1995年畢業於柴灣海星小學上午校，曾就讀兩間中學，其中一間為伊斯蘭脫維善紀念中學，2002年預科畢業後修讀香港城市大學專上學院的視覺藝術副學士學位。她醉心水墨畫，曾與一班同學開過畫展。
2005年畢業後，李佳芯曾擔任模特兒，為旅遊雜誌《新假期》拍攝封面，亦曾經參與演出多個電視廣告，包括麗的化妝棉、李派林喼汁、麥當勞McCafé及京都念慈菴枇杷潤喉糖等，亦曾為環島大陸通中港巴士的電視頻道拍攝旅遊節目。

## 演藝發展

### 有線電視（2008年至2012年）

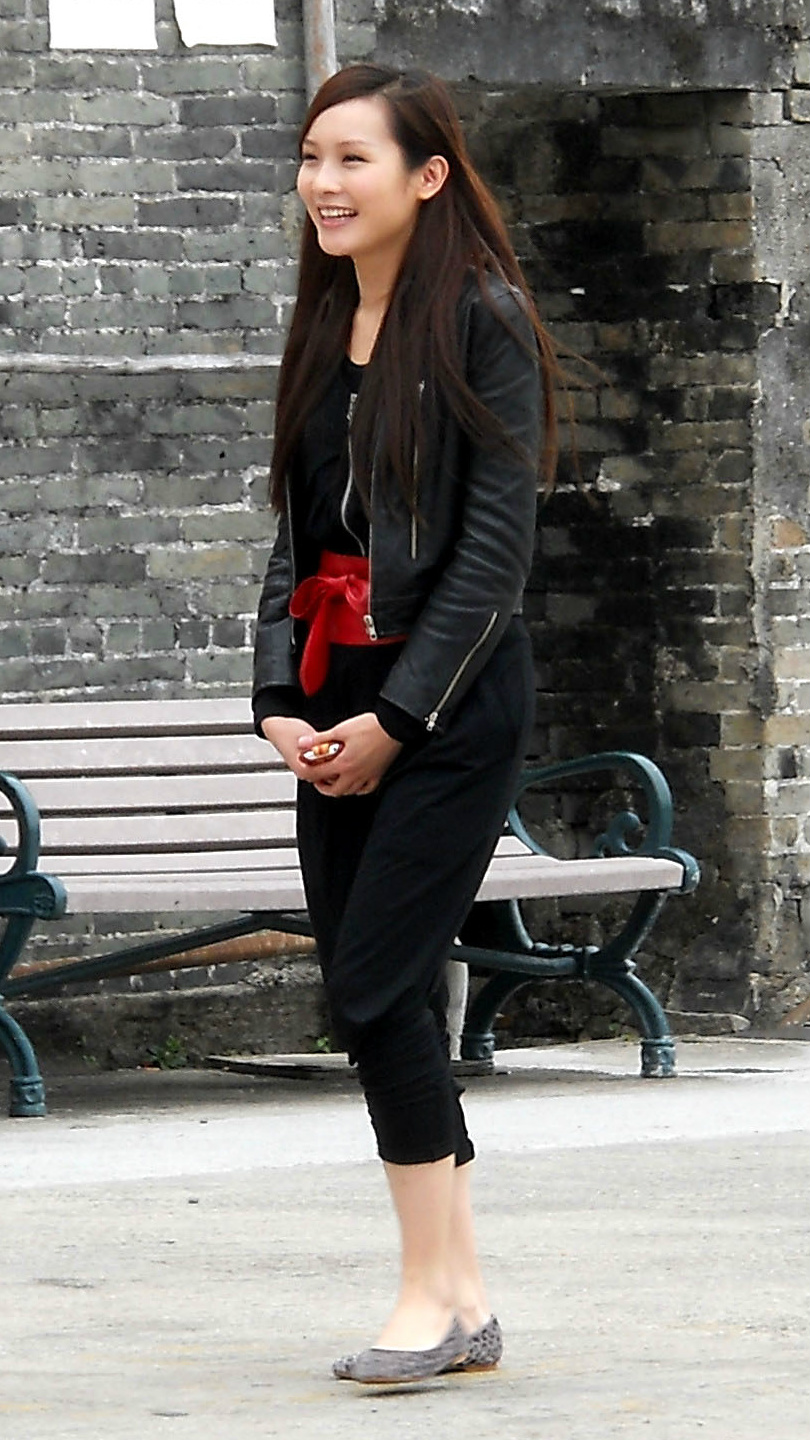
2011年的李佳芯

2008年，李佳芯與有線電視簽署合約，擔任體育主持，曾參與採訪北京奧運，其後擔任體育節目《體育王》主持。她曾參與主持有線電視娛樂台節目，包括《空間大改造》及旅遊節目《十二夜》系列及《冰島·千年一嘆》等。2010年6月，她參與《2010有線世界盃嘉年華》及《有線1台世界盃》等。至2012年10月與有線電視的合約期滿離開，正式轉投無綫電視，同時李嘉馨改名為李佳芯。

### 無綫電視（2012年至2024年）
2013年4月，李佳芯獲安排主持全新資訊節目《學是學非》，是該節目的第一代主持班底之一，隨著在劇集中逐漸擔任重要角色，2017年初正式退出，成為首名離任該節目的「是非精」，之後專注電視劇演出。2014年，她在台慶劇《名門暗戰》中飾演名門「蔣生」岳華的情婦「余詩琳（Ivy）」，與「蔣太」關菊英鬥過你死我活，演出開始獲觀眾關注。2015年，她在賀歲劇《倩女喜相逢》中飾演正牌的九尾狐，並憑此劇首度入圍《萬千星輝頒獎典禮2015》「最佳女配角」及「飛躍進步女藝員」。
2016年，李佳芯在劇集《潮流教主》中首度擔任第二女主角，飾演反派名媛「紀芸芸（Vincy）」，在劇中與陳豪抗衡，被讚表現有女人味及氣場強大，讓觀眾眼前一亮。其後在時裝法律劇《律政強人》首度擔任女主角，飾演「卓宜中（Hazel）」一角，與方中信、廖啟智等前輩合作。同年她代替約滿離巢的楊怡接拍《與諜同謀》，與三屆視帝羅嘉良合作。她在《星和無綫電視大獎2016》獲得「TVB飛躍進步藝人」獎，並於《萬千星輝頒獎典禮2016》上獲得「飛躍進步女藝員」獎，亦憑《律政強人》首度入圍「最佳女主角」及「最受歡迎電視女角色」。
2017年，李佳芯在時裝法律劇《踩過界》飾演喜歡夜蒲的女法官「王勵凡（Never）」，其在劇中極端破格的演出及搶眼造型，成爲網民的討論焦點。 同年憑此劇在《星和無綫電視大獎2017》獲得「我最愛TVB女主角」，首封新加坡視后，同時入圍《TVB 馬來西亞星光薈萃頒獎典禮2017》「最喜愛TVB女主角」最後三強。其後她在台慶劇《誇世代》飾演千金小姐兼港女「尚可瑤（Paris）」，劇中與陳豪飾演的「合約夫妻」被網友大讚甜蜜，亦獲得不少網民及同事支持奪視后。李佳芯憑此劇在《萬千星輝頒獎典禮2017》入圍「最佳女主角」及「最受歡迎電視女角色」，在兩個界別均入圍最後五強，隔年更憑此角色角逐《第23屆亞洲電視大獎》「最佳女主角」。
2018年，李佳芯在劇集《BB來了》飾演神經質的新手媽媽唐恬兒（Ellen），演活了由女強人，準媽媽到新手母親的不安情緒, 其自然寫實的演技引起觀衆共鳴，被視爲視后大熱人選之一。 劇中跟丈夫黎諾懿、家婆盧宛茵及母親陳秀珠的吵架戲也獲網民關注，加上劇集內容貼地寫實而備受好評，該劇收視排名全年第三。李佳芯憑此劇在《萬千星輝頒獎典禮2018》獲得「最佳女主角」獎，並二度入圍「最受歡迎電視女角色」最後五強，成為首名獲得「飛躍進步女藝員」獎僅兩年而獲封視后的藝人。
2019年，李佳芯在時裝醫療劇《白色強人》中飾演內斂的天才心胸肺外科醫生「程洛雯（Kennis）」，在劇中與唐詩詠及馬國明的三角關係成為焦點。她憑此劇連續三年入圍《萬千星輝頒獎典禮2019》「最佳女主角」最後五強，並憑此角色於《星和璀璨星光夜2019》獲得「TVB最喜愛角色」獎。

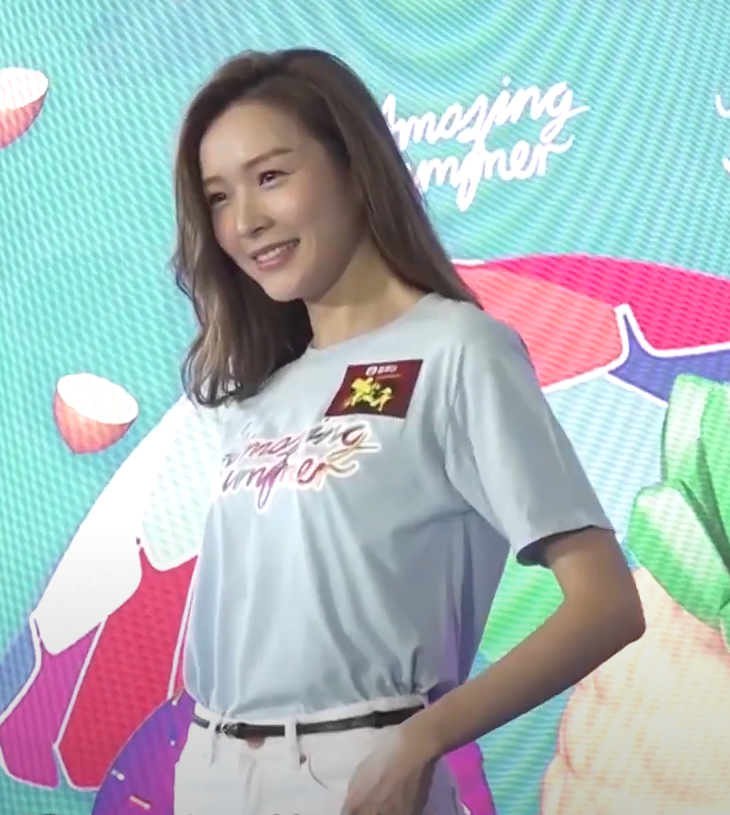
2020年，李佳芯出席無綫電視Amazing Summer宣傳活動

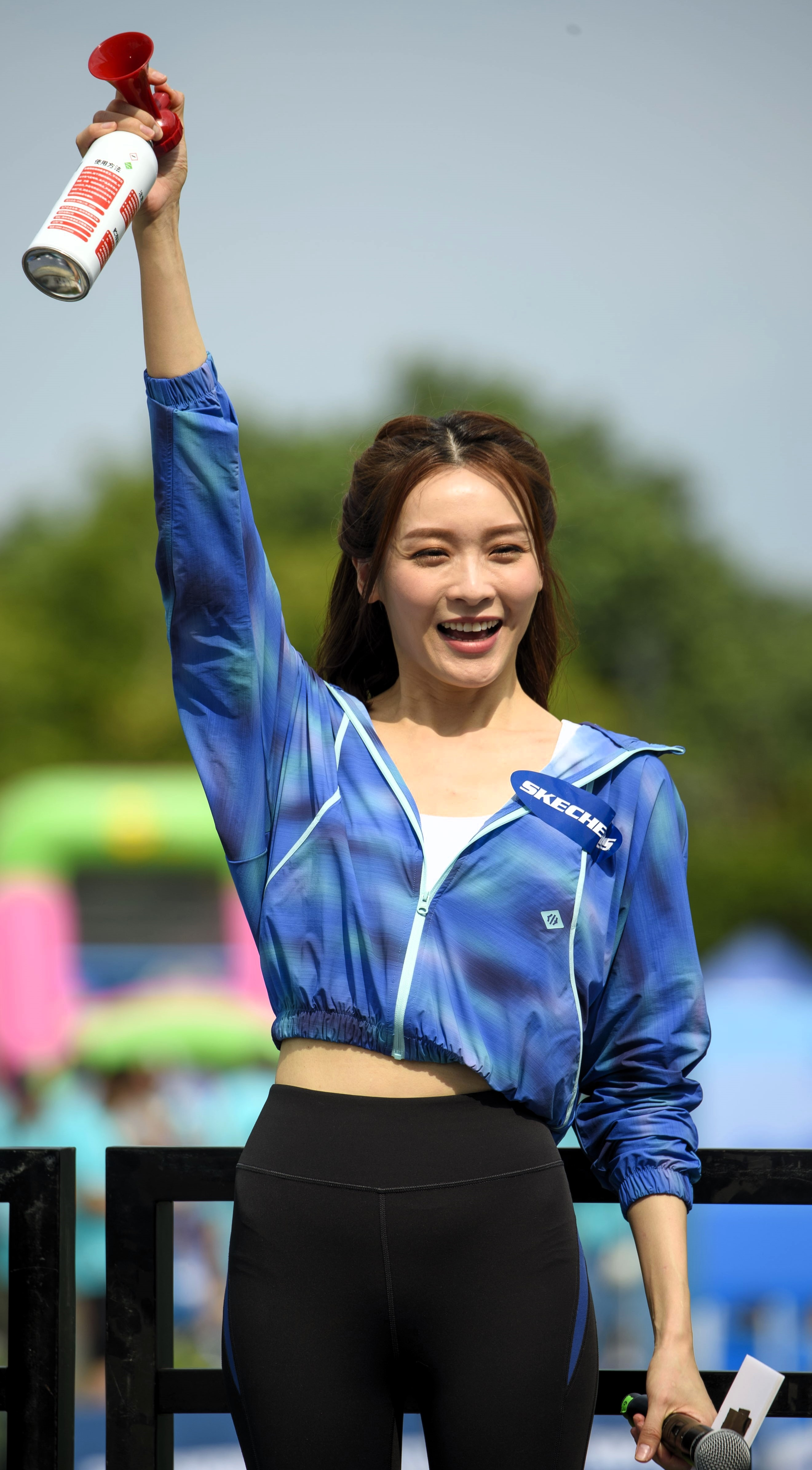
2024年4月14日，李佳芯於西九文化區出席斯凱奇「SKECHERS FRIENDSHIP WALK Hong Kong 健步行 2024」活動

2020年，李佳芯推出首本個人散文集《心之所往》記錄她從小到大對生活事物的經歷和感受，而在6月28日開放網上預售的3000本已售罄。同年6月，劇集《殺手》播出。李佳芯在劇中突破以往形象，以爆炸頭加粗框眼鏡亮相，飾演貪錢的單親媽媽「錢向茜（Cash）」。她憑此劇連續四年入圍《萬千星輝頒獎典禮2020》「最佳女主角」最後五強，及三度入圍「最受歡迎電視女角色」最後五強。
2021年，李佳芯在《2020年度YAHOO!搜尋人氣大獎》獲頒「電視女藝人大獎」，是其繼2018年後（2019年停辦）蟬聯該獎項。同年3月，她在時裝愛情喜劇《愛美麗狂想曲》飾演勇於追夢的失婚女秘書「王麗美（Amelia）」，與陳豪第四度合作，亦是兩人繼《誇世代》及《殺手》後第三度合演情侶。同年8月，李佳芯在時裝愛情科幻喜劇《智能愛人》飾演逐漸有自我意識的機械人「阿寶」，其在劇中轉換真人與智能人的三分鐘獨腳戲獲讚神級演繹，並再度被視為視后大熱人選。李佳芯憑《智能愛人》連續五年入圍《萬千星輝頒獎典禮2021》「最佳女主角」最後五強，並憑《愛美麗狂想曲》「王麗美」一角奪得「最受歡迎電視女角色」獎，是她時隔三年再在無綫頒獎禮奪得重要獎項。她亦憑《智能愛人》「阿寶」一角在電視評論人方以文主辦的第六屆《觀眾在民間電視大奬》獲選「民選最佳女主角」，成為民選視。
李佳芯自擔正劇集以來，因所主演的劇集收視兼有理想的成績，更多次成功逆轉「炮灰檔期」的低迷收視率而被封為新一代「收視保證」。
2024年底與TVB約滿，《麻雀樂團》為其無綫電視告別作，同時宣佈自組工作室。

## 演出作品

### 電視劇
| 年份     | 節目名          | 角色             |
| 香港電台 |                 |                  |
| 2011年   | 廉政行動2011    | Ashley           |
| 2012年   | 手語隨想曲      |                  |
| 無綫電視 |                 |                  |
| 2014年   | 單戀雙城        | Sue              |
| 2014年   | 食為奴          | 佟佳氏（爾妃）   |
| 2014年   | 愛我請留言      | 情 侶            |
| 2014年   | 寒山潛龍        | 婉 妃            |
| 2014年   | 愛·回家         | Susanna Kwan     |
| 2014年   | 載得有情人      | 阮嘉寶           |
| 2014年   | 名門暗戰        | 余詩琳（Ivy）    |
| 2014年   | 飛虎II          | 張 桃            |
| 2015年   | 四個女仔三個BAR | 岑麗清           |
| 2015年   | 倩女喜相逢      | 九尾狐           |
| 2015年   | 無雙譜          | 摘 仙            |
| 2016年   | 潮流教主        | 紀芸芸（Vincy）  |
| 2016年   | 巨輪II          | 鍾 穎（Wing）    |
| 2016年   | 律政強人        | 卓宜中（Hazel）  |
| 2017年   | 與諜同謀        | 陳晞文（Rachel） |
| 2017年   | 踩過界          | 王勵凡（Never）  |
| 2017年   | 誇世代          | 尚可瑤（Paris）  |
| 2018年   | 波士早晨        | 姚洛施（Roxie）  |
| 2018年   | BB來了          | 唐恬兒（Ellen）  |
| 2018年   | 跳躍生命線      | 章蕙芯           |
| 2019年   | 白色強人        | 程洛雯（Kennis） |
| 2020年   | 殺手            | 錢向茜（Cash）   |
| 2021年   | 愛美麗狂想曲    | 王麗美（Amelia） |
| 2021年   | 智能愛人        | 阿 寶            |
| 2022年   | 有種好男人      | 游子澄（Charlie）  |
| 2025年   | 麻雀樂團        | 張 鐵            |
| Astro    |                 |                  |
| 拍攝中   | 義和            | 冰姐             |

### 主持節目
| 年份         | 節目名                           | 備註                   |
| 無綫電視     |                                  |                        |
| 2013年       | 中醫神探                         | 無綫收費電視無綫兒童台 |
| 2013年       | FIFA洲際國家盃2013開幕森巴嘉年華 | 翡翠台                 |
| 2013至2017年 | 學是學非（第1-4輯）              | 翡翠台                 |
| 2014年       | 搵食飯團                         | J2                     |
| 2014年       | Go! Yama Girl                    | J2                     |
| 2014年       | 山系女行Yama Girl                | J2                     |
| 2015年       | 民峰而至                         | 翡翠台                 |
| 2015年       | 跑出信念                         | J5                     |
| 2015年       | 這個聖誕不怕冷                   | 翡翠台                 |
| 2016年       | 里約奧運2016                     | J2                     |
| 2019年       | 如果這樣生活                     | 翡翠台                 |
| 2020年       | 復康·你與我                      | 無綫財經資訊台         |
| 2020年       | 2020用愛站起來                   | 翡翠台                 |
| 2021年       | 狗狗診療所                       | myTV SUPER 點播節目    |
| 2021年       | 邁向零碳新生活                   | 翡翠台                 |
| 2022年       | 夢中．情．人                     | myTV SUPER 點播節目    |
| 2022年       | 呢鋪開乜：開腦                   | J2                     |
| 2022年       | 仨心友行3                        | J2                     |
| 2023年       | 身體最誠實                       | 翡翠台                 |
| 2023年       | 用愛站起來                       | 翡翠台                 |
| 2023年       | 日本18種住法                     | 翡翠台                 |
| 2023年       | 隨懿深度行（嘉賓）               | 翡翠台                 |

### 配音
| 首映   | 作品名稱         | 配演角色        | 角色演員 | 備註                          |
| 2022年 | 蜘蛛俠：不戰無歸 | 美雪·瓊斯（MJ） | 莎黛雅   | TVB《好聲好戲》第二屆畢業作品 |

### 主持節目（有線電視）
體育節目
- 《四小強繼續Look》
- 《體育王》
- 《2010有線世界盃嘉年華》
- 《有線1台世界盃》

娛樂節目

| - 《空間大改造》 - 《空間大改造2》 - 《1963》- 梳打埠的年華 - 《西西里的十二夜》 - 《普羅旺斯的十二夜》 - 《日本東北的十二夜》 - 《60/80任你UP》 - 《Ali talk》 | - 《一屋一LOOK新部屋》 - 《有線製造》 - 《香港空間大改造》 - 《阿拉伯．千年一嘆》 - 《空間大改造3》 - 《四個轆．德國周圍Look》 - 《最佳愛情．首爾攻略》 - 《那些回憶．似曾相識》 | - 《遨遊天地》 - 《美味關係》 - 《潮玩潮食》 - 《空間大改造4》 - 《去吧！台灣住囉囉》 - 《北京狂想曲》 |

### 電影
- 2002年：《賤精先生》

### 微電影
- 2019年：《可能一直都在》Alipay 微電影 [32] [33]

- 2022年：《伴》[34]

### 音樂錄像
- 2015年：王梓軒、陳奐仁〈點止冰冰〉
- 2016年：Amazing Summer 主題曲〈乘風〉

## 感情生活
2015年起，李佳芯與ViuTV演員陳炳銓（Danny）交往，相戀以來一直被外間稱為「美女與野獸」，感情以往穩定，最後於2020年末分手。

## 軼事
- 李佳芯畫水墨畫的能力不錯，是台灣畫家胡凱評的門生；曾經與朋友合資開設店舖「朴Park」，該店是一間集髮型屋、工作室、時裝店和咖啡屋於一身的店舖，希望畫作有地方落腳，但隨著日後成名而退股。[39][40]
- 李佳芯曾在連登討論區發起的2016-17《LIHKG香港超級女神聯賽》中獲得第二位，並在2018-19《LIHKG香港超級女神聯賽》中以最高票數奪得冠軍，被網民選為「連登女神」。

## 爭議
2019年6月14日，李佳芯於在社交媒體發文抒發情感「內心是什麼，所看出的便是什麼。每當遇事不順心，看人不順眼，想想道路之闊窄多寡，在於心胸。少一點憎惡，多一點愛心，世界也因而漂亮。有時候，扭曲了的不是世界、是人心」。有內地網民在微博留言直斥李佳芯的發言是「港獨」。
李佳芯在同年6月18日出席劇集《白色強人》宣傳活動接受訪問時回應：「希望我社交網站除了放廣告及工作之餘，亦都想抒發一啲個人情感，我一向都會Post啲感受性嘅嘢多，可能真係呢排真係有啲敏感，所以我Post乜嘢都俾人鬧，只能夠講佢哋對號入座，唔同嘅人有唔同嘅心態對號入座，咁所以我覺得冇得可以控制。」，並指「我覺得我問心無愧，我一直都係咁㗎啦，點解你哋之前唔敢講，而家先嚟講？至於其他嘅嘢我唔評論，我又唔需要特別去解釋啲乜，亦都覺得唔需要。我覺得做藝人的而且確會有一啲尷尬位，如果係咁我唯有少啲喺微博Post嘢囉，但我仍會繼續喺我其他社交平台抒發自己嘅情感，唔會覺得有咩問題」。
同年6月19日，李佳芯在Instagram宣傳「盡公民責任，把票留在自己手，我已核實選民登記身份。截止日期為7月2日」，有不少內地網民因此認為李佳芯支持反修例示威者和支持「港獨」，多月來一直在微博留言攻擊她，有傳她因此遭無綫雪藏。
同年8月7日，李佳芯在微博發文澄清「連日來都在通宵拍攝，身心疲累，每次見到現在發生的矛盾與衝突，確實感到痛心。我本不擅言詞，但眼見越來越多不實訊息出現，為免導致不必要的紛爭，我想作一次釐清。有關『港獨』的指控，這二字從不曾在我腦海或心裏出現。從前沒有、現在更沒有」。
同年10月，李佳芯拍畢劇集《愛美麗狂想曲》後，疑因此事件而未能參與《踩過界II》、《寶寶大過天》、《七公主》及《白色強人II》四套劇集的拍攝。而她主演的劇集《殺手》原定為2019年台慶劇，亦疑因此事而延至2020年6月29日播出。相隔9個月後，李佳芯獲「解封」，並拍攝新劇《智能愛人》。
2024年3月，香港專業教育學院青衣院校邀請李佳芯及另一藝人林家棟出席分享會，期間二人參觀了職業訓練局的「智慧城市創新中心」。不過，「智慧城市創新中心」臉書先後兩次上載活動照片，但第二次李佳芯卻在大合照中被改圖而「消失」，校方被指有欠尊重李佳芯。事後，「智慧城市創新中心」刪去所有活動相關帖文。職業訓練局回覆查詢，未有回應是否有改圖，僅稱「未有就公布活動訊息的安排詳細溝通，導致引起不必要的誤會。」

## 書籍
- 2020年：散文集《心之所往》

## 曾獲獎項及提名

### 萬千星輝頒獎典禮
| 年份 | 獎項                                                             | 劇集/節目                                                                            | 角色   | 結果     |
| ---- | ---------------------------------------------------------------- | ------------------------------------------------------------------------------------ | ------ | -------- |
| 2015 | 最佳節目主持（連同梁嘉琪、黃心穎、麥美恩、張秀文、湯洛雯獲提名） | 《學是學非》                                                                         | 不適用 | 提名     |
| 2015 | 最佳女配角                                                       | 《倩女喜相逢》                                                                       | 九尾狐 | 提名     |
| 2015 | 飛躍進步女藝員                                                   | 《四個女仔三個BAR》 《倩女喜相逢》 《無雙譜》 《搵食飯團》 《學是學非》 《民峰而至》 | 不適用 | 提名     |
| 2016 | 飛躍進步女藝員                                                   | 《潮流教主》 《巨輪II》 《律政強人》 《學是學非》 《搵食飯團》 《這個聖誕不怕冷》    | 不適用 | 獲獎     |
| 2016 | 最佳資訊節目                                                     | 《學是學非》                                                                         | 不適用 | 獲獎     |
| 2016 | 最受歡迎電視女角色                                               | 《律政強人》                                                                         | 卓宜中 | 提名     |
| 2016 | 最佳女主角                                                       | 《律政強人》                                                                         | 卓宜中 | 提名     |
| 2017 | 最佳女主角                                                       | 《誇世代》                                                                           | 尚可瑤 | 最後五強 |
| 2017 | 最受歡迎電視女角色                                               | 《誇世代》                                                                           | 尚可瑤 | 最後五強 |
| 2018 | 最佳女主角                                                       | 《BB來了》                                                                           | 唐恬兒 | 獲獎     |
| 2018 | 新加坡最喜愛TVB女主角                                            | 《BB來了》                                                                           | 唐恬兒 | 最後三強 |
| 2018 | 馬來西亞最喜愛TVB女主角                                          | 《BB來了》                                                                           | 唐恬兒 | 最後三強 |
| 2018 | 最受歡迎電視女角色                                               | 《BB來了》                                                                           | 唐恬兒 | 最後五強 |
| 2019 | 最受歡迎電視女角色                                               | 《白色強人》                                                                         | 程洛雯 | 提名     |
| 2019 | 最佳女主角                                                       | 《白色強人》                                                                         | 程洛雯 | 最後五強 |
| 2020 | 最佳女主角                                                       | 《殺手》                                                                             | 錢向茜 | 最後五強 |
| 2020 | 馬來西亞最喜愛TVB女主角                                          | 《殺手》                                                                             | 錢向茜 | 提名     |
| 2020 | 最受歡迎電視女角色                                               | 《殺手》                                                                             | 錢向茜 | 最後五強 |
| 2021 | 最受歡迎電視女角色                                               | 《愛美麗狂想曲》                                                                     | 王麗美 | 獲獎     |
| 2021 | 最受歡迎電視女角色                                               | 《智能愛人》                                                                         | 阿 寶  | 提名     |
| 2021 | 最佳女主角                                                       | 《智能愛人》                                                                         | 阿 寶  | 最後五強 |
| 2021 | 最佳女主角                                                       | 《愛美麗狂想曲》                                                                     | 王麗美 | 提名     |
| 2021 | 馬來西亞最喜愛TVB女主角                                          | 《愛美麗狂想曲》                                                                     | 王麗美 | 最後五強 |
| 2021 | 馬來西亞最喜愛TVB女主角                                          | 《智能愛人》                                                                         | 阿 寶  | 提名     |
| 2021 | 最受歡迎電視搭檔（與陸永獲提名）                                 | 《智能愛人》                                                                         | 不適用 | 最後十強 |
| 2023 | 最佳女主角                                                       | 《有種好男人》                                                                       | 游子澄 | 最後十強 |
| 2023 | 馬來西亞最喜愛TVB女主角                                          | 《有種好男人》                                                                       | 游子澄 | 提名     |
| 2023 | 最佳女主持                                                       | 《身體最誠實》 《日本18種住法》                                                      | 不適用 | 最後十強 |

### TVB 馬來西亞星光薈萃頒獎典禮
| 年份 | 獎項              | 劇集/節目    | 角色   | 結果     |
| ---- | ----------------- | ------------ | ------ | -------- |
| 2016 | 最喜愛TVB電視角色 | 《律政強人》 | 卓宜中 | 獲獎     |
| 2016 | 最喜愛TVB女主角   | 《律政強人》 | 卓宜中 | 最後五強 |
| 2017 | 我最愛TVB電視角色 | 《踩過界》   | 王勵凡 | 獲獎     |
| 2017 | 最喜愛TVB女主角   | 《踩過界》   | 王勵凡 | 最後三強 |

### 星和無綫電視大獎
| 年份 | 獎項            | 劇集/節目  | 角色   | 結果 |
| ---- | --------------- | ---------- | ------ | ---- |
| 2016 | TVB飛躍進步藝人 | 不適用     | 不適用 | 獲獎 |
| 2017 | 我最愛TVB女主角 | 《踩過界》 | 王勵凡 | 獲獎 |

### 星和璀璨星光夜
| 年份 | 獎項          | 劇集/節目    | 角色   | 結果 |
| ---- | ------------- | ------------ | ------ | ---- |
| 2019 | TVB最喜愛角色 | 《白色強人》 | 程洛雯 | 獲獎 |

### YAHOO!搜尋人氣大獎
| 年份 | 獎項           | 劇集/節目  | 角色   | 結果 |
| ---- | -------------- | ---------- | ------ | ---- |
| 2015 | 人氣急星       | 不適用     | 不適用 | 獲獎 |
| 2017 | 人氣電視女角色 | 《踩過界》 | 王勵凡 | 獲獎 |
| 2018 | 電視女藝人大獎 | 不適用     | 不適用 | 獲獎 |
| 2020 | 電視女藝人大獎 | 不適用     | 不適用 | 獲獎 |
| 2022 | 人氣票后10強     | 不適用     | 10強   |      |

### 觀眾在民間電視大奬
| 年份 | 獎項                              | 劇集/節目        | 角色   | 結果       |
| ---- | --------------------------------- | ---------------- | ------ | ---------- |
| 2018 | 民選最佳女配角                    | 《跳躍生命線》   | 章蕙芯 | 提名       |
| 2018 | 民選最佳女主角                    | 《BB來了》       | 唐恬兒 | 得票第四名 |
| 2019 | 民選最佳女主角                    | 《白色強人》     | 程洛雯 | 得票第二名 |
| 2020 | 民選最佳女主角                    | 《殺手》         | 錢向茜 | 提名       |
| 2021 | 民選最佳女主角                    | 《愛美麗狂想曲》 | 王麗美 | 得票第七名 |
| 2021 | 民選最佳女主角                    | 《智能愛人》     | 阿 寶  | 獲獎       |
| 2021 | 民選最佳戲劇拍檔（與陸永 獲提名） | 《智能愛人》     | 不適用 | 得票第五名 |

### 其他
| 年份 | 獎項                                                            | 劇集/節目                          | 角色   | 結果       |
| ---- | --------------------------------------------------------------- | ---------------------------------- | ------ | ---------- |
| 2017 | 《微博之星2017》微博年度突破演員                                | 《與諜同謀》 《踩過界》 《誇世代》 | 不適用 | 獲獎       |
| 2017 | 《微博之星2017》微博給力螢幕情侶（與陳豪獲提名）                | 《誇世代》                         | 不適用 | 最後五強   |
| 2017 | 《明報周刊演藝動力大獎2017》最突出女藝員                        | 《誇世代》                         | 尚可瑤 | 最後五強   |
| 2017 | 《明報周刊演藝動力大獎2017》最突出女角色                        | 《誇世代》                         | 尚可瑤 | 最後五強   |
| 2018 | 《第23屆亞洲電視大獎》最佳女主角                                | 《誇世代》                         | 尚可瑤 | 提名       |
| 2018 | 《TVB Weekly》第11屆最強人氣品牌大獎頒獎禮 人氣飛耀廣告女星獎   | 不適用                             | 不適用 | 獲獎       |
| 2018 | 《香港電視大獎》女主角獎（劇集）                                | 《BB來了》                         | 唐恬兒 | 得票第二名 |
| 2020 | 《第三屆亞洲影藝創意大獎》最佳喜劇演員                          | 《BB來了》                         | 唐恬兒 | 提名       |
| 2020 | 《01娛樂民選港劇大獎》最佳女主角                                | 《殺手》                           | 錢向茜 | 得票第二名 |
| 2022 | 《TC Candler》全球百大俊男美女                                  | 不適用                             | 不適用 | 提名       |
| 2022 | 《Cloudbreakr 2021香港社交媒體風雲榜》2021社交媒體網民最愛Top10 | 不適用                             | 不適用 | 獲獎       |

## 資料來源
1. 1 2 3 4  . 香港01. 2022-06-01  [2022-12-20]. （原始内容存档于2022-12-01）.
2. 1 2 3  張嘉敏. . 香港01. 2022-02-10  [2022-02-10]. （原始内容存档于2022-03-09）.
3. 1 2  . 晴報. 2022-05-24  [2022-05-24]. （原始内容存档于2022-06-01）. 最有趣的，「吃杯麵的男孩」徐志文與無綫女藝人李佳芯有著丁點關係，就是兩人均曾就讀柴灣海星小學，只不過李佳芯畢業於1995年。《晴報》今早聯絡過李佳芯，她直認自己是該校的學生，但實際哪一年畢業，她笑說：「好似係1995年......我唔記得啦，因為咁耐，要搵番畢業相先知。」
4. ↑  . 蘋果日報. 2008-05-20  [2013-07-27]. （原始内容存档于2015年9月25日）.
5. ↑  . 太陽報. 2009-10-16  [2010-07-11]. （原始内容存档于2013-12-03）.
6. 1 2  . 蘋果動新聞.   [2010-07-11]. （原始内容存档于2013-12-02）.
7. ↑  . 東方日報. 2010-01-29  [2010-07-11]. （原始内容存档于2014-02-23）.
8. ↑  . 東方日報. 2010-05-07  [2010年7月11日]. （原始内容存档于2016年3月5日）.
9. ↑  . 大公報. 2010-06-25. （原始内容存档于2010-07-09）.
10. ↑  . i-cable.com. （原始内容存档于2010-06-06）.
11. ↑  . 東方日報. 2013-06-21  [2013年7月20日]. （原始内容存档于2013-08-05）.
12. ↑  . SINA. 2016-03-09  [2023-05-12]. （原始内容存档于2023-05-12）.
13. ↑  . 明周. 2017-08-29  [2023-05-12]. （原始内容存档于2023-05-12）.
14. ↑  . Cosmopolitan. 2017-07-02  [2023-05-12]. （原始内容存档于2023-05-12）.
15. ↑  . Sing Tao. 2017-07-25  [2023-05-12]. （原始内容存档于2023-05-15）.
16. ↑  . 香港01. 2017-12-05.
17. ↑  . 星島日報. 2018-01-18.
18. ↑  . Cosmopolitan. 2018-07-18  [2023-05-15]. （原始内容存档于2023-05-15）.
19. ↑  . Marie Claire. 2018-12-14  [2023-05-15]. （原始内容存档于2023-05-15）.
20. ↑  . Jessica. 2018-07-24  [2023-05-15]. （原始内容存档于2023-05-15）.
21. ↑  . 港生活. 2018-07-15  [2018-07-20]. （原始内容存档于2020-12-04）.
22. ↑  . 明報. 2020-07-17.
23. ↑  . 港生活. 2021-08-20.
24. ↑  . 新假期. 2021-09-12  [2021-10-13]. （原始内容存档于2021-11-02）.
25. ↑  . Topick. 2022-02-08.
26. ↑  . HK01. 2021-04-09  [2023-05-23]. （原始内容存档于2022-05-16）.
27. ↑  . 港生活. 2021-08-13.
28. ↑  . 新假期. 2023-01-09  [2023-05-24]. （原始内容存档于2023-05-27）.
29. ↑  . 明周娛樂. 2025-01-16  [2025-01-20]. （原始内容存档于2025-02-07） （中文（香港））.
30. ↑  . on.cc東網. 2025-01-16  [2025-01-20]. （原始内容存档于2025-01-21） （中文（香港））.
31. ↑  . 《魔方全媒》. 2022-08-29  [2022-08-29]. （原始内容存档于2022-09-11）.
32. ↑   . 2019-05-22.
33. ↑  . 2019-05-20.
34. ↑  .   [2022-09-24]. （原始内容存档于2022-09-30）.
35. ↑  . Face周刊. 2016-01-06  [2016-01-06] （粵語）.[]
36. ↑  . 東周網. 2016-03-28  [2017-12-10]. （原始内容存档于2019-05-23）.
37. ↑  . 壹週Plus. 2016-10-21  [2016-10-21]. （原始内容存档于2016-10-23） （粵語）.
38. ↑  . 明報周刊. 2019-06-21  [2019-06-27]. （原始内容存档于2020-11-23） （中文）.
39. ↑  . 《東方日報》. 2015-03-23  [2016-01-01]. （原始内容存档于2019-05-25）.
40. ↑  . 《東方日報》. 2015-07-02  [2016-01-01]. （原始内容存档于2019-05-24）.
41. ↑  李佳芯. . 微博. 2019-06-14  [2019-06-14]. （原始内容存档于2021-08-10） （中文（香港））.
42. ↑  吳子生. . 香港01. 2019-06-18  [2019-06-18]. （原始内容存档于2021-08-10） （中文（香港））.
43. ↑  李佳芯. . Instagram. 2019-06-19  [2019-06-19] （中文（香港））.
44. ↑  sammi. . presslogic. 2019-08-07  [2019-08-07]. （原始内容存档于2021-08-10） （中文（香港））.
45. ↑  李佳芯. . Instagram. 2019-08-07  [2019-08-07] （中文（香港））.
46. ↑  . 明周娛樂. 2019-08-07  [2020-01-20]. （原始内容存档于2019-08-19） （美国英语）.
47. ↑  . 東網. 2020-06-23  [2020-06-23]. （原始内容存档于2021-08-02） （粵語）.
48. ↑  .   [2021-08-12]. （原始内容存档于2021-08-17）.
49. ↑  .   [2024-03-30]. （原始内容存档于2024-04-22）.
50. ↑  .   [2022-06-30]. （原始内容存档于2022-06-25）.

## 外部連結
- 李佳芯的Instagram帳戶
- 李佳芯的Facebook專頁
- YouTube上的李佳芯頻道
- 李佳芯的新浪微博
- 李嘉馨 blog （页面存档备份，存于） i-cable.com
- 李佳芯在香港影庫上的簡介
- 李佳芯在豆瓣上的资料（简体中文）